# Ги Беар
Ги Беар (на френски: Guy Béart) е френски певец, автор на песни и телевизионен водещ.
Роден е на 16 юли 1930 година в Кайро в еврейско семейство на финансист, което през следващите години често пътува и той прекарва ранните си години във Франция, Гърция, Мексико и Ливан. След Втората световна война се установява в Париж, в средата на 50-те години получава известност като музикант, а по-късно води популярни телевизионни предавания.
Ги Беар умира от инфаркт на 16 септември 2015 година в Гарш.
Ги Беар е баща на известната актриса Еманюел Беар.